# Martin Maginnis

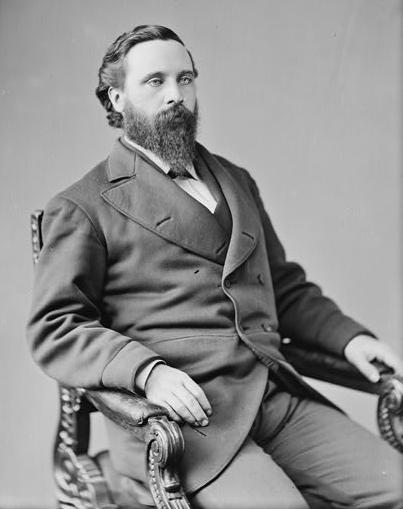
Martin Maginnis

Martin Maginnis (* 27. Oktober 1841 im  Wayne County, New York; † 27. März 1919 in Los Angeles, Kalifornien) war ein US-amerikanischer Politiker. Zwischen 1873 und 1885 vertrat er das Montana-Territorium im US-Repräsentantenhaus.

## Frühe Jahre
Im Jahr 1852 kam Martin Maginnis mit seinen Eltern in den Bundesstaat Minnesota. Nach Beendigung der Grundschule studierte er an der Hamline University. Allerdings brach er dieses Studium ab, um eine der Demokratischen Partei nahestehende Zeitung zu übernehmen. Während des Bürgerkriegs kämpfte er in verschiedenen Einheiten auf Seiten der Union und brachte es bei zum Kriegsende bis zum Major. Dabei nahm er an einigen Schlachten teil und wurde zwischenzeitlich verwundet.

## Politische Laufbahn
Nach dem Bürgerkrieg zog Maginnis nach Helena im Montana-Territorium. Dort engagierte er sich im Bergbau und im Zeitungsgeschäft. Er wurde Herausgeber der Zeitung „Helena Daily Gazette“. Als Mitglied der Demokraten wurde er bei den Kongresswahlen des Jahres 1872 zum Nachfolger von William H. Clagett im US-Repräsentantenhaus gewählt. Dieses Mandat übte er zwischen dem 4. März 1873 und dem 3. März 1885 aus. Allerdings hatte er im Kongress kein Stimmrecht, weil Montana noch nicht offiziell Bundesstaat der USA war. Im Jahr 1890 kandidierte er dann erfolglos für eine Rückkehr ins Repräsentantenhaus. Im Jahr 1900 war er als Nachfolger für den wegen Bestechungsvorwürfen zurückgetretenen US-Senator William A. Clark vorgesehen. Seine Ernennung wurde aber nicht vom Senat bestätigt, weshalb er dieses Mandat nicht antreten konnte. Von 1890 bis 1893 war er Beauftragter der Staatsregierung von Montana für die Bodenschätze des Staates (Commissioner of Mineral Land).

## Weiterer Lebenslauf
Im Jahr 1915 zog Martin Maginnis aus gesundheitlichen Gründen nach Los Angeles. Dort ist er im Jahr 1919 auch verstorben. Er war mit Louise E. Mann verheiratet.